# Gams Spitze
Gams Spitze är en bergstopp i Österrike.   Den ligger i distriktet Liezen och förbundslandet Steiermark, i den centrala delen av landet, 180 km väster om huvudstaden Wien. Toppen på Gams Spitze är 2 008 meter över havet.
Terrängen runt Gams Spitze är bergig söderut, men norrut är den kuperad. Runt Gams Spitze är det ganska glesbefolkat, med 25 invånare per kvadratkilometer.. Närmaste större samhälle är Liezen, 13,8 km öster om Gams Spitze. 
I omgivningarna runt Gams Spitze växer i huvudsak blandskog.